# Mota Lava
Mota Lava lub Motalava – czwarta co do wielkości wyspa z grupy wysp Banksa na Vanuatu po Gaua, Vanua Lava i Ureparapara. Wyspa ma powierzchnię 24 km². Jest największą i najwyższą wyspą (411 m n.p.m.) wschodniego łańcucha wysp. 270 metrów od południowego wybrzeża znajduje się wyspa Ra o powierzchni 50 ha.
Według spisu z 2009 roku wyspę zamieszkuje 1640 osób (Mota Lava + wyspa Ra). Na 1 km² przypada 67 mieszkańców.
Na wyspie znajduje się lotnisko (kod IATA: MTV). 

## Nazwa i język
We wczesnych mapach i tekstach z dziewiętnastego wieku, Mota Lava była określana jako Saddle Island (Wyspa Siodłowa), w związku z charakterystycznym profilem wyspy widzianym z morza.
Obecna nazwa wyspy została zaczerpnięta przez dziewiętnastowiecznych misjonarzy z języka mota. Mieszkańcy wyspy nazywają ją Mwotlap; Mwotlap jest także nazwą języka używanego przez mieszkańców Mota Lavy. Jest to najpowszechniejszy język Wysp Banksa, używa go ok. 2100 osób. We wcześniejszej transkrypcji nazwa języka i wyspy brzmiała "Motlav".

## Odkrycie
Mota Lava po raz pierwszy została ujrzana przez Europejczyków podczas hiszpańskiej ekspedycji pod dowództwem Pedro Fernándeza de Quirós w dniach 25- 29 kwietnia 1606 roku. Wyspa została nazwana Lágrimas de San Pedro czyli Łzy Św. Piotra.